# Lobelia neumannii
Lobelia neumannii är en klockväxtart som beskrevs av Thore Christian Elias Fries. Lobelia neumannii ingår i släktet lobelior, och familjen klockväxter. Inga underarter finns listade i Catalogue of Life.